# Shigeyasu Yamauchi
Shigeyasu Yamauchi (山内重保 Yamauchi Shigeyasu?) (Hokkaido, Japón, 10 de abril de 1953) es un director de series de anime japonesas conocido por su trabajo en varias películas de anime. 
Algunos de los créditos de Yamauchi como director de Toei incluyen series de TV como "Saint Seiya: Hades" (2002-2003),"Ranma y 1/2" To(1989), y "Digimon Adventure 02" (2001) y películas como "Dragon Ball Z: Moetsukiro!! Nessen · Ressen · Chō-Gekisen" (1994), "Dragon Ball: Saikyō e no michi" (1996) y "Digimon: La película" (2000).

## Filmografía
- Casshern Sins (2008)
- Blood+ (2005-2006)
- Xenosaga: The Animation (2005)
- Saint Seiya: Tenkai-hen josô - Overture (2004)
- Saint Seiya: The Hades Chapter Sanctuary (2002 - 2003)
- Digimon Tamers (2001) TV series
- Digimon Adventure 02 (2001) TV series
- Digimon: La película (2000)
- Street Fighter Zero (1999)
- Dragon Ball: Saikyō e no michi (1996)
- Hana yori dango (1996) TV series
- Dragon Ball Z: Fukkatsu no fusion!! Gokū to Vegeta (1995)
- Dragon Ball Z: Kiken na futari! Super senshi wa nemurenai (1994)
- Dragon Ball Z: Ginga Giri-Giri!! Butchigiri no sugoi yatsu (1993)
- Dragon Ball Z: Moetsukiro!! Nessen - Ressen - Chōgekisen (1993)
- Dragon Ball Z Gaiden: Saiyajin Zetsumetsu Keikaku (1993)
- Ranma ½ (Ranma nibun no ichi) (1989) TV series
- Saint Seiya: Shinku no shōnen densetsu (1988)
- Saint Seiya: Kamigami no Atsuki Tatakai (1988)
- Mezon Ikkoku (Maison Ikkoku) (1986)
- The Transformers: The Movie (Transformers: Matrix yo eien ni) (1986)